# Harvest Moon: A Wonderful Life
Harvest Moon: A Wonderful Life Harvest Moon: Una vida maravillosa, es un videojuego de la serie Harvest Moon y es de género simulación. En un Top Ten 10 de internet de los mejores Harvest Moon, este alcanzó el puesto 3 seguido de Harvest Moon 64 y Harvest Moon: Tree of Tranquility.

## Sinopsis
Un chico debe trabajar en la granja de su padre, ya que él falleció hace 2 meses. Takakura, un amigo de su padre, lleva al chico al pueblo en el que esta la granja; y el chico se despide del otro pueblo en el que vivía: El Forget-Me Not-Valley.
El empieza en su granja con una vaca y un perro. Luego de que Takakura le muestra la granja, le presenta las personas del pueblo. Primero le presenta al elenco del Inner Inn, Tim, Rubí, Rock y Nami. Luego les prsenta a Galen y a Nina, al lado de su casa está Chris, esposa de Wally, luego le presenta al propio Wally y su hijo Hugh. Luego les presentan a Griffin y a Muffy (quien se enamora de ti), luego te presentan a la alcaldesa del pueblo, Romana, su nieta Lumina y su mayordomo Sebastián. De camino a otra presentación te muestran a Morrey, un limosnero. Por último están tus rivales, la granja de Vesta, junto a u hermano Marlin y la asistente Celia (quien también tiene afecto atí).
El videojuego tiene 6 capítulos con 10 años, y luego más personajes.
- Datos: Q2297702